# رأس الأرض
رأس الأرض أو كما يعرف باسم رأس السالمية، عبارة عن لسان من اليابس من دولة الكويت ممتد في البحر ويطل على الخليج العربي. يتكون الرأس بذاته من 3 قطع سكنية ضمن منطقة السالمية. يعتبر رأس الأرض هو الد الفاصل بين المنظقة الساحلية الشمالية و المنظقة الساحلية الجنوبية. فتمتد المنطقة الشمالية من رأس الأرض إلى أم قصر وسواحل جزيرتي وربة و بوبيان. ويعتبر جون الكويت أهم معالم هذه المنطقة. وتمتد المنطقة الجنوبية من رأس الأرض إلى النويصيب جنوبا وتعتبر منطقة الخيران ومسطحاتها الطينية والسبخية أهم معالم هذه المنطقة.